# Ivan I. Švedski
Ivan I. (švedsko Johan Sverkersson) je bil od leta 1216 do svoje smrti kralj Švedske, * okoli 1201, † 10. marec 1222, Visingsö, Švedska.

## Ozadje
Ivan I. je bil sin švedskega kralja Sverkerja II. iz dinastije Sverker in kraljice Ingegerd iz dinastije Bjälbo. Ko je bil star eno leto, je umrl velmož  (jarl) Birger Brosa, Ivanov stari oče  po materini strani.  Kralj Sverker je za jarla imenoval svojega sina, s čimer je  želel okrepiti svoj vladarski položaj in položaj jarla kot institucije. 
To je razjezilo konkurenčno hišo Erik in nekatere potomce Birgerja Brose.  Ivan je dobil prezirljiv vzdevek  "jarl brez zadnjice". Ivan je ohranil svoje dostojanstvo, dokler ni bil njegov oče premagan v bitki pri Leni leta 1208 in pozneje ubit v bitki pri Gestilrenu leta 1210. Njegov tekmec Erik Knutsson iz hiše Erik je postal švedski kralj Erik X.

## Vladanje
Erik X. je leta 1216 nenadoma umrl zaradi vročice. Švedska aristokracija je rimskim papežem navkljub za njegovega naslednika izbrala desetletnega Ivana. Izbiri je nasprotoval tudi danski kralj Valdemar II., ker  je bil posmrtni sin Erika X. njegov nečak. Tudi na Švedskem nasledstvo ni potekalo gladko. Pri imenovanju je imela velik vpliv Cerkev. Ivan je imel na svoji strani številne cerkvene veljake, vključno z nadškofom Valerijem, škofom Bengtom iz Skare in škofom Karlom iz Linköpinga. Zadnjega so imenovali za kanclerja. Naslov kancler se je takrat prvič pojavil na Švedskem. Mladi vladar je bil okronan leta 1219 in je takoj izdal listino o privilegijih švedskih škofov. Listina je potrdila privilegije, ki jih je leta 1200 izdal njegov oče Sverker II., in jih razširila. Lastnina cerkve naj bi bila prosta kraljevih dajatev, globe, ki bi jih plačali najemniki cerkve, pa bi pripadle škofom. Nekaj klerikom je podelil tudi več kraljevih kmetij.
Kralj Janez je ostal na prestolu do svoje smrti 10. marca 1222. Umrl je neporočen in brez otrok. V švedskem zgodovinopisju je ostal v dobrem spominu: 
"Bil je mlad in zelo nežen. Kralj je bil tri zime in umrl zaradi bolezni na otoko Visingsö. Vsa Švedska je globoko objokovala njegovo smrt, ker mu ni bilo omogočeno daljše življenje. Zdaj počiva v Alvastri in Bog naj ohrani njegovo dušo v večnosti."
Še isto leto se je povzpel na prestol šet let star dedič iz rivalske rodbine Erik in zavladal kot Erik XI.

## Pohod v Estonijo
Med kratko vladavino Ivana I. je Švedska vdrla v Estoniji. Ozadje pohoda je bilo delovanje nemškega Reda bratov meča in danskega kralja Valdemarja II. v še vedno poganski baltski regiji. Švedska aristokracija je želela dobiti del plena in pripravila pohod v Estonijo. Ladjevju, ki je leta 1220  izplulo v Rotalio v Estoniji, so poveljevali osebno kralj Ivan I., njegov bratranec, velmož Karl Döve, brat Birgerja Brosa, in kancler, škof Karl Magnusson. Podvig je je bil sprva uspešen in kralj je ustanovil oporišče v Lealu (Lihula). Iz te trdnjave so švedski vojaki vdirali na podeželje, gradili cerkve in prisilno pokristjanjevali domačine. Kralj se je vrnil domov, odprava pa se je končala katastrofalno. Prebivalci Ösela so napadli švedsko oporišče in v bitki pri Lihuli 8. avgusta 1220 zmagali. Škof Karl in velmož Karl Döve sta padla skupaj s skoraj vsemi švedskimi branilci. Uničujoč poraz ni za seboj pustil nobene sledi švedske prisotnosti in je za več kot 300 let prekinil švedske apetite po Estoniji. Dogodki so opisani v Kroniki Henrika Livonskega in Livonski rimani kroniki.

## Vira
- Harrison, Dick. Jarlens sekel. En berättelse om 1200-talets Sverige. Stockholm: Ordfront, 2002 (ISBN 91-7324-999-8).
- Tunberg, Sven. Sveriges historia till våra dagar. Andra delen: Äldre medeltiden. Stockholm: P.A. Norstedt & Söners Förlag, 1926.

| Johan SverkerssonRodbina SverkerRojen: 1201 Umrl: 10. marec 1222 |                         |                     |
| Vladarski nazivi                                                 |                         |                     |
| Predhodnik: Erik X.                                              | Kralj Švedske 1216–1222 | Naslednik: Erik XI. |